# Lipowa (Grodków)

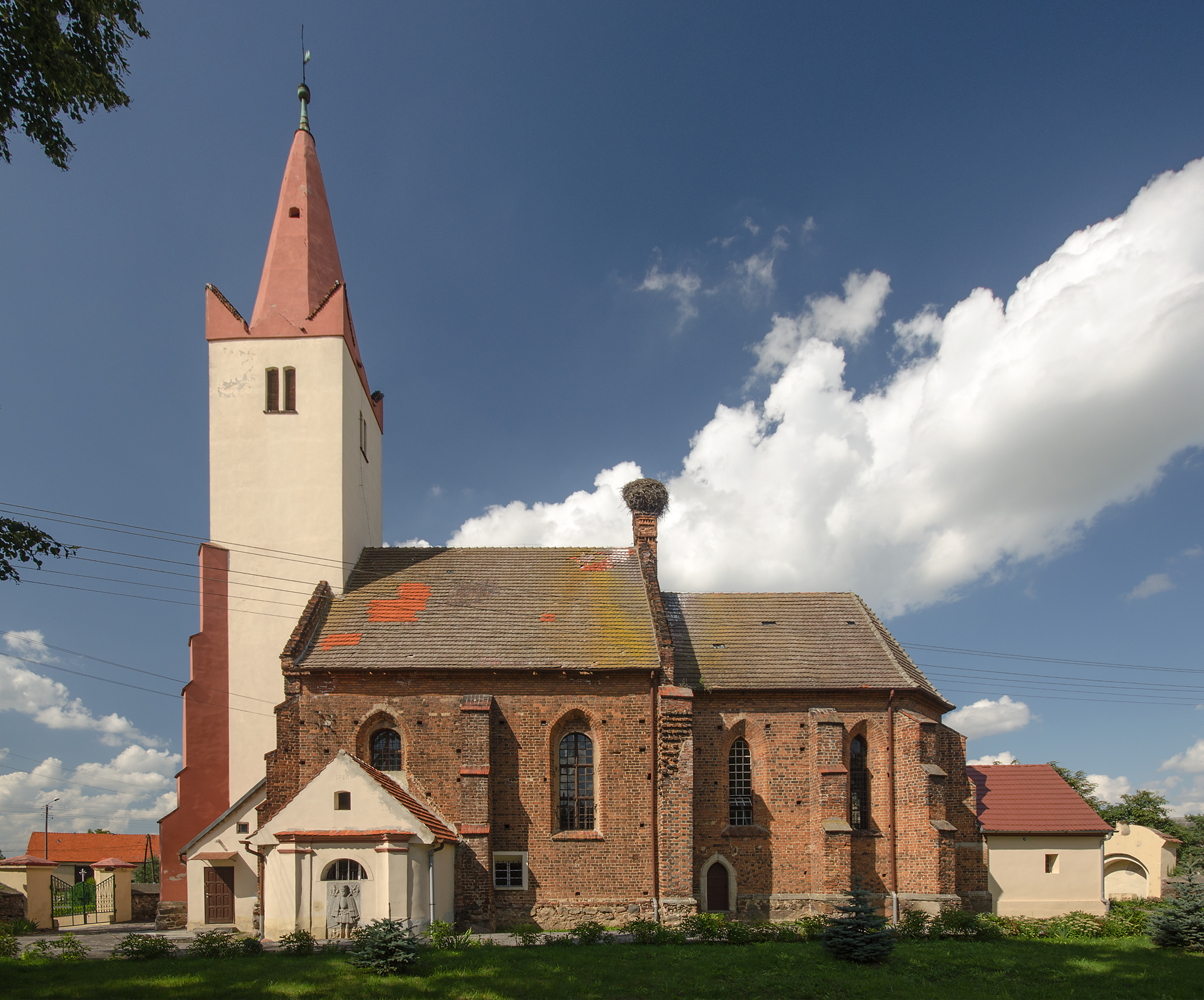
St.-Martins-Kirche

Lipowa (deutsch: Deutsch Leippe) ist ein Ort in der Stadt- und Landgemeinde Grodków (Grottkau) im Powiat Brzeski (Brzeg) der Woiwodschaft Opole in Polen.

## Geographie
Das Angerdorf Lipowa liegt sieben Kilometer nordöstlich vom  Grodków, 17 Kilometer südlich von Brzeg (Brieg) und vierzig Kilometer westlich von Opole (Oppeln) in der Schlesischen Tiefebene. Nördlich des Dorfes verläuft die Autobahn A4. Der Haltepunkt Lipowa Śląska liegt an der Bahnstrecke Nysa–Brzeg (Neisse–Brieg).
Nachbarorte von Lipowa sind im Nordwesten Przylesie Dolne (Nieder-Seiffersdorf), im Südosten Osiek Grodkowski (Osseg) und im Südwesten Gola Grodkowska (Guhlau).

## Geschichte
Das spätere Deutsch Leippe wurde um 1260 nach Deutschem Recht gegründet. Es wurde in der Form von zwei spindelförmigen Angern angelegt, an die sich Gehöfte reihten. 1315 wurde die St.-Martins-Kirche erstmals erwähnt und der Ort als „Lipoue“ bezeichnet. 1343 wurde „Lypow“ von der Stadt Grottkau erworben, mit der es 1344 an das geistliche Fürstentum Neisse gelangte. Für das Jahr 1364 ist eine Scholtisei belegt. In den 1370er Jahren gehörte es dem Adelsgeschlecht Pogarell. 1425 bestand „Leype“ aus 30 Hufen. Wegen der Zerstörungen in den Hussitenkriegen lag ein Teil der Gemarkung wüst. 1579 war sie gedrittelt: je ein Teil gehörte dem Breslauer Bischof Kaspar von Logau, dem Kaspar von Bischofsheim und dem Franz von Salisch (auch Salusch). Anfang des 17. Jahrhunderts waren nur die beiden Letztgenannten im Besitz von Leippe. Während der Reformation wurde bei der Visitation der Pfarreien des Bistumslandes im Jahre 1651 Leippe als „evangelisch“ verzeichnet. Der Gutsbesitzer Heinrich Skopp, dessen Untertanen dem katholischen Pfarrer den Zehnt nicht zahlten, hatte den katholischen Pfarrer vertrieben und durch einen evangelischen ersetzt. Anna von Bischofsheim, Besitzerin eines Gutes in Leippe, hatte den Breslauer Domvikaren die Zinsen verweigert.
Für das Jahr 1733 ist eine Schule im Ort belegt. Nach dem Ersten Schlesischen Krieg 1742 fiel Deutsch Leippe mit dem größten Teil des Fürstentums Neisse an Preußen.
Nach der Neuorganisation der Provinz Schlesien gehörte die Landgemeinde Deutsch Leippe ab 1816 zum Landkreis Grottkau, mit dem es bis 1945 verbunden blieb. 1845 bestanden im Dorf eine katholische Pfarrkirche, eine katholische Schule, eine Brauerei, eine Brennerei und 61 weitere Häuser. Im gleichen Jahr lebten in Deutsch Leippe 590 Einwohner, davon 24 evangelisch. 1855 waren es in Deutsch-Leippe 635 Einwohner. 1865 bestanden im Ort 27 Bauern-, zwei Halbbauern-, 21 Gärtner- und 18 Häuslerstellen. Die einklassige katholische Schule wurde im gleichen Jahr von 118 Schülern besucht. 1874 wurde der Amtsbezirk Osseg gegründet, dem die Landgemeinden Deutsch Leippe, Osseg und Seiffersdorf b. Grottkau sowie die Gutsbezirke Deutsch Leippe (Lehen), Deutsch Leippe (Allod), Osseg und Seiffersdorf b. Grottkau eingegliedert wurden. 1885 zählte Deutsch-Leippe 602 Einwohner. 1933 lebten in Deutsch Leippe 600 und 1939 waren es 599 Einwohner.
Als Folge des Zweiten Weltkriegs fiel Deutsch Leippe 1945 mit dem  größten Teil Schlesiens an Polen. Nachfolgend wurde es zunächst in Krzyżowa umbenannt und der Woiwodschaft Schlesien angeschlossen. Die deutsche Bevölkerung wurde, soweit sie nicht vorher geflohen war, weitgehend vertrieben. Die neu angesiedelten Bewohner waren teilweise Zwangsumgesiedelte aus Ostpolen, das an die Sowjetunion gefallen war. 1950 wurde Lipowa der Woiwodschaft Opole eingegliedert, 1999 dem neu gegründeten Powiat Brzeski.

## Bahnhof Lipowa Śląska
Im an der Bahnstrecke Nysa–Brzeg (Neisse–Brieg) liegenden am 25. Juli 1847 eröffneten Bahnhof Deutsch Leippe, der seit dem 27. August 1945 Lipowa und ab 1. Juni 1959 als Lipowa Śląska bezeichnet wird, endete der Personenverkehr am 4. April 2000, nachdem bereits etwa 1997 der Güterverkehr eingestellt wurde. Im Dezember 2008 wurde der Personenverkehr wieder aufgenommen, wobei von den ehemaligen drei Gleisen des Bahnhofes nur noch eines benutzt wird.
Hier zweigte zwischen 1887 und 1972 die Bahnstrecke Szydłów–Lipowa Śląska ab. Zwischen Szydłów und Gracze besteht auf dieser Strecke noch Güterverkehr.

## Sehenswürdigkeiten
- Die römisch-katholische St.-Martins-Kirche (polnisch Kościół św. Marcina Biskupa) wurde erstmals 1315 erwähnt. Die jetzige Kirche wurde vermutlich Ende des 15. Jahrhunderts im gotischen Stil erbaut. An der Westseite befindet sich ein auf quadratischem Grundriss stehender fünfstöckiger Glockenturm mit Pyramidendach. Umgeben ist die Kirche von einer steinernen Mauer. Bei Kriegsende 1945 wurde der Kirchengebäude teilweise zerstört und später wieder aufgebaut. Seit 1954 steht es unter Denkmalschutz.[7]
- Der Friedhof wurde im 16. Jahrhundert angelegt.
- Friedhofskapelle
- Wegekapelle mit Marienstatue
- Zweistöckiges Postgebäude aus Backstein
- Empfangsgebäude des Bahnhofs Lipowa Śląska